# 阿巴希·巴納吉
阿巴希·本納雅克·巴納吉（1961年2月21日—），印度裔美國發展經濟學家，麻省理工學院福特基金會國際經濟學教授。他與經濟學家艾絲特·杜芙若及森德希尔·穆拉伊特丹一同創辦了阿卜杜勒·拉蒂夫·賈米爾扶貧行動研究室。2019年，巴納吉獲得諾貝爾經濟學獎。

## 職業生涯
2013年，巴納吉被聯合國秘書長潘基文任命為專家小組成員，負責更新2015年後的千年發展目標。2019年，巴納吉發表了關於印度進出口銀行重政策的演說。

## 著作
- Aghion, Philippe; Banerjee, Abhijit. . Oxford: 牛津大學出版社. 2005. ISBN 9780199248612.
- Banerjee, Abhijit Vinayak; Bénabou, Roland; Mookherjee, Dilip (编). . Oxford; New York: 牛津大學出版社. 2006. ISBN 9780195305203.
- Banerjee, Abhijit Vinayak. . Cambridge: 麻省理工学院出版社. 2005. ISBN 9780262026154.
- Banerjee, Abhijit V.; Duflo, Esther. . New York: PublicAffairs（英语：PublicAffairs）. 2011. ISBN 9781610390408.
- Banerjee, Abhijit Vinayak; Duflo, Esther (编). . North–Holland (an imprint of Elsevier). 2017. ISBN 9780444633248.
- Banerjee, Abhijit Vinayak; Duflo, Esther (编). . North–Holland (an imprint of Elsevier). 2017. ISBN 9780444640116.
- Banerjee, Abhijit Vinayak. . New Delhi: Juggernaut Books. 2019.

## 外部連結
- 巴納吉的履歷 （页面存档备份，存于）
- 巴納吉小傳 （页面存档备份，存于）
- 扶貧行動研究室 （页面存档备份，存于）
- 紐約時報報道 （页面存档备份，存于）
- 扶貧行動倡議 （页面存档备份，存于）
- 金融系统与贫困联合会 （页面存档备份，存于）
- Roberts, Russ. . EconTalk. Library of Economics and Liberty. 2011-07-11  [2019-10-14]. （原始内容存档于2018-05-25）.